# Fritz Bünger
Fritz Emil Bünger (* 1. Mai 1873 in Schloppe, Westpreußen; † 13. Mai 1936) war ein deutscher Professor und Kirchenhistoriker.
Fritz Bünger forschte und publizierte vor allem zur Ordensgeschichte und zur mittelalterlichen Kirchengeschichte der Mark Brandenburg.

## Schriften (Auswahl)
- Die Beziehungen Ludwigs IX. von Frankreich zur Kurie in den Jahren 1254–1264. Vogts, Berlin 1896.
- Beiträge zur Geschichte der Provinzialkapitel und Provinziale des Dominikanerordens (= Quellen und Forschungen zur Geschichte des Dominikanerordens in Deutschland. Band 14.). Harrassowitz, Leipzig 1919.
- Zur Mystik und Geschichte der märkischen Dominikaner. (= Veröffentlichungen des Vereins für Geschichte der Mark Brandenburg.) Berlin 1926.
- Die Admonter Totenroteln 1442–1496 (= Beiträge zur Geschichte des alten Mönchtums und des Benediktinertums. Band 19.) Aschendorff, Münster in Westfalen 1935.
- mit Gottfried Wentz: Das Bistum Brandenburg, Teil 2. (= Germania sacra, I. Abteilung: Die Bistümer der Kirchenprovinz Magdeburg, 3. Band.) Berlin, Leipzig 1941. (Digitalisat, PDF)